# De förlovade
De förlovade eller Paret Sisley (franska: Les fiancés, Le ménage Sisley) är en oljemålning av den franske konstnären Auguste Renoir från 1868. Den ingår i Wallraf-Richartzmuseets samlingar i Köln sedan 2013.
Målningen är ett porträtt av konstnären Alfred Sisley och en kvinna som man från början trodde vara Sisleys fästmö Eugénie Lescouezec. Senare har man kommit fram till att kvinnan är Lise Tréhot (1848–1922), Renoirs flickvän och favoritmodell från omkring 1867 och fram till 1872. Han målade av henne omkring 25 gånger, till exempel i Lise med parasoll (1867) och På sommaren (1868). Målningen är en av Renoirs tidigaste och stilmässigt befinner han sig i övergången mellan realism och impressionism. 